# Kościół św. Józefa Oblubieńca Najświętszej Maryi Panny w Pastewniku
Kościół św. Józefa Oblubieńca Najświętszej Maryi Panny w Pastewniku – rzymskokatolicki kościół filialny parafii Niepokalanego Serca Najświętszej Maryi Panny mieszczący się w Pastewniku w dekanacie Kamienna Góra Wschód w diecezji legnickiej.

## Historia
Kościół filialny pw. św. Józefa wzniesiony w 1786 r. przez protestantów. Założony na planie prostokąta z jednonawowym wnętrzem, wydzielonym, węższym prezbiterium i emporą organową naprzeciw. Korpus nakryty dachem mansardowym, ponad kalenicą drewniana sygnaturką z jednoprześwitowym hełmem, w elewacjach z podziałami architektonicznymi w tynku duże okna. Wnętrze salowe z wydzielonym prezbiterium na podłużnej osi kościoła. Zachowało się barokowe wyposażenie z okresu budowy m.in.: ołtarz przyścienny, dwa ołtarze boczne, ambona, chrzcielnica oraz prospekt organowy. W 1947 r. został przejęty przez katolików.